# Gaurax seychellensis
Gaurax seychellensis är en tvåvingeart som beskrevs av Lamb 1912. Gaurax seychellensis ingår i släktet Gaurax och familjen fritflugor.
Artens utbredningsområde är Seychellerna. Inga underarter finns listade i Catalogue of Life.